# Milan-Busseto
Milan-Busseto (en italien : Milano-Busseto) est une course cycliste italienne disputée au début du printemps entre Milan et Busseto. Créée en 1949, cette épreuve est organisée par la Pedale Bussetano, un club local. Elle fait partie du calendrier national de la Fédération cycliste italienne. 

## Histoire
Cette course compte parmi ses lauréats des cyclistes italiens réputés comme Sante Gaiardoni (1959), Francesco Moser (1971) ou encore Giovanni Lombardi (1990 et 1991),.
En 2010, la course est annulée en raison de problèmes économiques et organisationnels. L'édition 2020 est reportée à une date ultérieure en raison de la pandémie de Covid-19.

## Palmarès
| Année | Vainqueur                    | Deuxième            | Troisième           |
| ----- | ---------------------------- | ------------------- | ------------------- |
| 1949  | Claudio Ricci                | Loretto Petrucci    |                     |
| 1950  | Donato Piazza                |                     |                     |
| 1951  | Giorgio Pavesi               |                     |                     |
| 1952  | Ettore Comellini             |                     |                     |
| 1953  | Giuseppe Favero              |                     |                     |
| 1954  | Eliseo Comellini             | Germano Marinoni    | Sergio Semprini     |
| 1955  | Giuseppe Ogna                |                     |                     |
| 1956  | Remo Tamagni                 |                     |                     |
| 1957  | Nevio Vitali                 |                     |                     |
| 1958  | Carlo Cressari               |                     |                     |
| 1959  | Sante Gaiardoni              |                     |                     |
| 1960  | Franco Alberti               |                     |                     |
| 1961  | Angelo Garda                 |                     |                     |
| 1962  | Sergio Alzani                |                     |                     |
| 1963  | Giampiero Forti              |                     |                     |
| 1964  | Luigi Zuccotti (it)          |                     |                     |
| 1965  | Marco Belletti               |                     |                     |
| 1966  | Bruno Vittiglio (it)         |                     |                     |
| 1967  | Giorgio Bedini               |                     |                     |
| 1968  | Franco Vanzin                | Agostino Bertagnoli |                     |
| 1969  | Enzo Trevisan                |                     |                     |
| 1970  | Claudio Guarnieri            |                     |                     |
| 1971  | Francesco Moser              |                     |                     |
| 1972  | Aldo Parecchini              |                     |                     |
| 1973  | Vittorio Algeri              |                     |                     |
| 1974  | Vittorio Algeri              |                     |                     |
| 1975  | Dino Porrini                 |                     |                     |
| 1976  | Giorgio Casati               |                     |                     |
| 1977  | Alessandro Bettoni           | Mario Fraccaro      | Claudio Guarnieri   |
| 1978  | Giuseppe Solfrini            |                     |                     |
| 1979  | Pierangelo Bincoletto        |                     |                     |
| 1980  | Claudio Girlanda             |                     |                     |
| 1981  | Manrico Ronchiato            |                     |                     |
| 1982  | Patrizio Gambirasio          |                     |                     |
| 1983  | Gabriele Faedi               |                     |                     |
| 1984  | Angelo Tosi (it)             |                     |                     |
| 1985  | Gianbattista Bardelloni (it) |                     |                     |
| 1986  | Fortunato Salvador           |                     |                     |
| 1987  | Alberto Destro               |                     |                     |
| 1988  | Fabrizio Bontempi            |                     |                     |
| 1989  | Maurizio Tomi                |                     |                     |
| 1990  | Giovanni Lombardi            |                     |                     |
| 1991  | Giovanni Lombardi            |                     |                     |
| 1992  | Gianpiero Polto              |                     |                     |
| 1993  | Giuseppe Asero               |                     |                     |
| 1994  | Michele Brombini             |                     |                     |
| 1995  | Elio Aggiano                 |                     |                     |
| 1996  | Marco Cannone                |                     |                     |
| 1997  | Paolo Bossoni                | Fabio Malberti      | Oleksandr Klymenko  |
| 1998  | Miguel Ángel Meza            |                     |                     |
| 1999  | Jamie Burrow (de)            |                     |                     |
| 2000  | Cristiano Parrinello         | Cristian Tosoni     | Nicola Gavazzi      |
| 2001  | Simone Cadamuro              | Sebastiano Scotti   | Alberto Loddo       |
| 2002  | Luigi Tampanaro              | Giampaolo Checchi   | Pasquale Muto       |
| 2003  | Claudio Corioni              | Aleksandr Bajenov   | Mauro Conti         |
| 2004  | Rino Zampilli                | Claudio Corioni     | Giuseppe Di Salvo   |
| 2005  | Andrea Pagoto                | Alan Marangoni      | Mauro Finetto       |
| 2006  | Francesco Ginanni            | Dario Cataldo       | Konstantin Volik    |
| 2007  | Ian Stannard                 | Mirko Selvaggi      | Ben Swift           |
| 2008  | Salvatore Mancuso            | Vitaliy Buts        | Cesare Benedetti    |
| 2009  | Stefano Borchi               | Andrea Palini       | Ivan Balykin        |
| 2010  | non disputé                  |                     |                     |
| 2011  | Christian Delle Stelle       | Sonny Colbrelli     | Ivan Balykin        |
| 2012  | Nicola Ruffoni               | Andrea Trovato      | Andrea Dal Col      |
| 2013  | Federico Zurlo               | Liam Bertazzo       | Gianluca Mengardo   |
| 2014  | Nicolas Marini               | Davide Martinelli   | Luca Pacioni        |
| 2015  | Simone Consonni              | Xhuliano Kamberaj   | Marco Maronese      |
| 2016  | Michael Bresciani            | Mattia Frapporti    | Oliviero Troia      |
| 2017  | Pietro Andreoletti           | Federico Sartor     | Enrico Logica       |
| 2018  | Matteo Furlan                | Giacomo Garavaglia  | Cezary Grodzicki    |
| 2019  | Enrico Zanoncello            | Gregorio Ferri      | Tommaso Fiaschi     |
| 2020  | annulé                       |                     |                     |
| 2021  | Gidas Umbri                  | Francesco Busatto   | Alex Raimondi       |
| 2022  | Davide Persico               | Michael Zecchin     | Nicolás Gómez       |
| 2023  | Davide Persico               | Gianluca Cordioli   | Tim Torn Teutenberg |
| 2024  | Travis Stedman               | Lorenzo Peschi      | Christian Bagatin   |
| 2025  | Etienne Grimod               | Dario Belletta      | Ciro Pérez          |